# The Minch

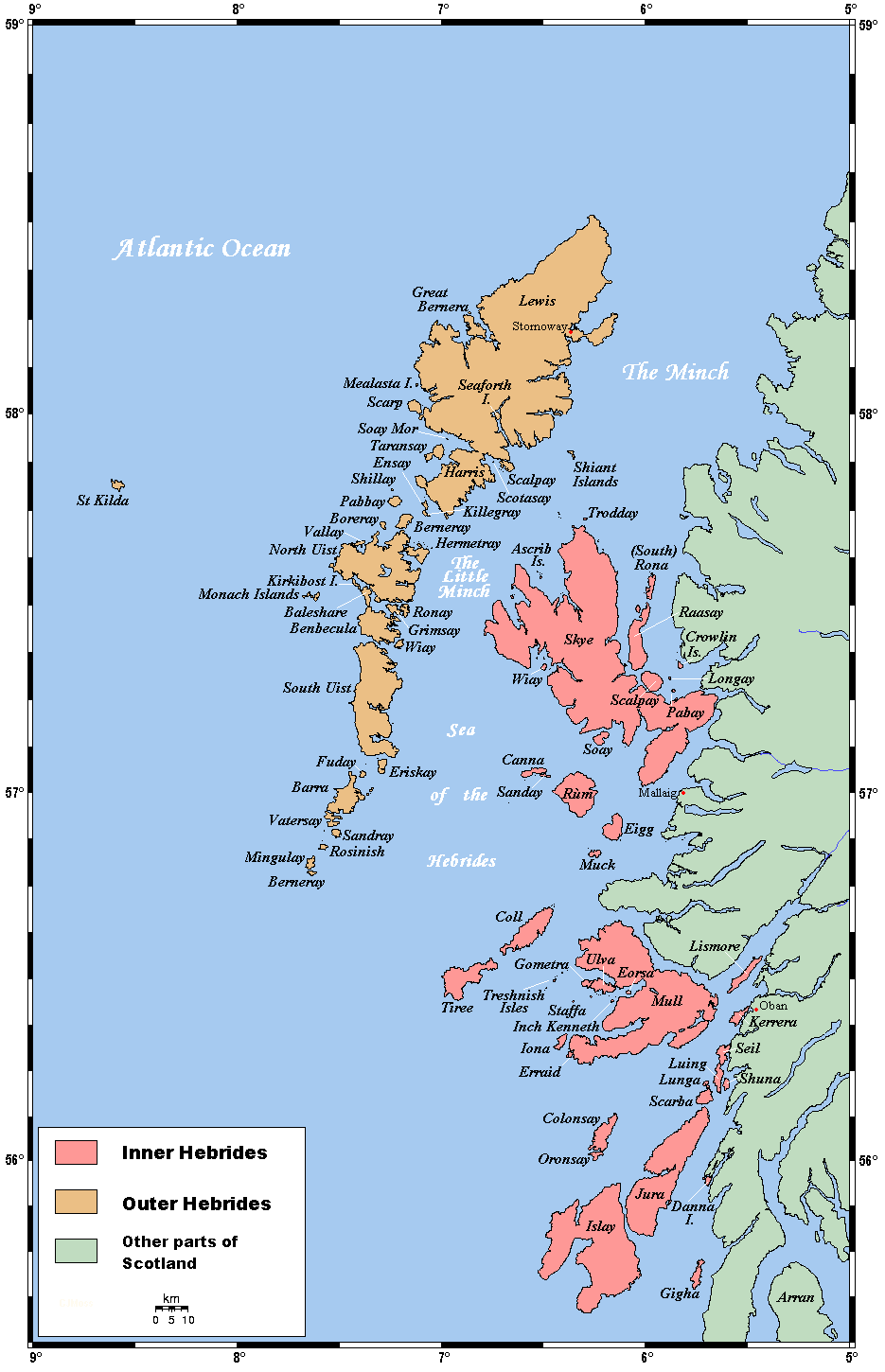
Mapa Hebrydów z zaznaczonym The Minch

The Minch a. North Minch (dawny polski egzonim: Morze Szkockie; gael. An Cuan Sgìth, Cuan na Hearadh lub An Cuan Leòdhasach) – cieśnina w północno-wschodniej części Oceanu Atlantyckiego, u północno-zachodnich wybrzeży Szkocji, między Hebrydami Zewnętrznymi (wyspa Lewis and Harris) na zachodzie a Hebrydami Wewnętrznymi (wyspa Skye) i wybrzeżem Szkocji na wschodzie. Na południu przez cieśninę Little Minch łączy się z Morzem Hebrydzkim, na północy z otwartym oceanem.

## Nazewnictwo
Do niedawna w polskim nazewnictwie geograficznym dla cieśniny The Minch zalecany był polski egzonim "Morze Szkockie". W takim znaczeniu pojawia się on w wykazach Polskie nazewnictwo geograficzne świata z 1959 roku i Polskie nazwy geograficzne świata z 1994 roku. Jednak Komisja Standaryzacji Nazw Geograficznych poza Granicami Rzeczypospolitej Polskiej ustaliła na XLII posiedzeniu w dniu 18 grudnia 2008 r., iż nazwa Morze Szkockie dotyczyć będzie zespołu wód określanych przez Międzynarodową Organizację Hydrograficzną jako Inner Seas off the West Coast of Scotland ("Morza Wewnętrzne u Zachodniego Wybrzeża Szkocji"). Miało to związek z faktem, iż nazwa "Morze Szkockie" w odniesieniu do cieśniny The Minch nie jest stosowana w innych językach. W języku angielskim akwen u zachodnich wybrzeży Szkocji i północnych wybrzeży Irlandii bywa natomiast określany jako Inner Scottish Sea ("Szkockie Morze Wewnętrzne").